# Ynglingalagen
Ynglingalagen kallades i svensk historisk kultur de sammanslutningar av unga människor som träffades på fritiden och ordnade med fester och danser. [när?] Man hade egna nöjen, egna ledare och en egen organisation.

## Historik kring organisationen
Eftersom många ungdomar inte bodde hemma, utan tidigt blev ivägskickade för att göra tjänst, var inte längre familjen den mest centrala punkten i tillvaron. Istället kom de jämnåriga att bli viktiga. Man umgicks i sammanslutningar under olika namn. I Europa finns t.ex. tyska: Knaben eller Bruderschaft, italienska Gioventu och franska Garcons de village eller Societé de la jeunesse. I Sverige kallades de helst ynglingalag. Lagen utvecklade sin egen kultur inom bondesamhället.

## Sociala krav
Arbetsuppgifterna var i regel strängt avgränsade i manliga och kvinnliga sysslor. Pojkar och flickor stod ofta isolerade, och det kunde även vara så att man inte fick tala med varandra eller umgås. I det gamla bondsamhället ville föräldrarna helst styra vem deras barn skulle gifta sig med. Det var naturligtvis också viktigt att den som gifte in sig i familjen kunde uppfylla visa ekonomiska krav till boet.

## Nattfrieriet
Det som gällde om dagen bröt man gärna mot på natten: Vid Nattfrieriet kunde de unga männen möta flickor och tilltänkta makor. Det förekom en säregen form för kurtisering där pojkarna, ensamma eller i grupp, gick hem till flickorna nattetid. Efter att ha knackat på rutan till rummet där flickan sov blev pojken, om hon accepterade honom, släppt in och fick ligga i hennes säng.
Flera samhälleliga institutioner försökte på olika sätt att reglera ungdomens liv, arbete och fritid. Prästerskapet reagerade på de moraliska tvivelaktigheter och gick till frontalangrepp mot lössläpptheten: "Var ett barn på väg när det var tid för bröllop, då ansåg man detta som mycket skamligt."

## Tjänstehjonslagstiftningen från 1734
Från statsmaktens sida utgick ett antal direktiver för hur ungdomen skulle uppföra sig, vilket kanske främst visas i "Tjänstehjonslagstiftningen" från 1734. Detta var en lag som angick de flesta ungdomar på landsbygden. Man reglerade även giftermålsåldern som tidigare varit 15 år för flickor och 18 för pojkar, som nu höjdes till den ålder som var stadgad för civil myndighet, nämligen 21 år. Samtidigt sattes straffmyndigheten till 15 år.
Lagar, förordningar och retorik räckte inte alltid till, hävdar Johan Wennhall i sin essä om Ynglingalagen för Tvärsnitt, (den humanistiska och samhällsvetenskapliga forskningens webbplats): "Tvärtom fanns en utveckling mot allt starkare och alltmer autonoma ungdomsgrupper. Utgående från ynglingalagen fanns på flera håll i Sverige strängt organiserade "ligor" med beväpning, många med traditioner från 1600-talet. Som ett exempel kan nämnas de unga bondsöner och drängar från socknarna Västermo och Oja som formerade de s.k. "Öje-bussarna". Första gången de dyker upp i domstolshandlingarna är år 1748, då de anklagas för en äppelstöld, en händelse där bussarnas ledare förmodas ha blivit ihjälskjuten. Men detta var inte den enda anklagelsepunkten. Dessutom hade de dragit runt med en hövagn, stulit hästar och flyttat och rivit upp broar. De hade släppt ut prästens getter och stängt igen landsvägen med hö och sten samt stängt in människor i sina hus. De anklagades också för att ha diktat oanständiga visor. Ett ännu mer drastiskt exempel kan fanns hos de österbottniska "knivjunkarna" som under 1700-talets slut ansvarade för mängder av blodsdåd i samband med ynglingalagens traditionella danser eller då man gick på byvandringar, bl.a. för att slåss mot grannbyarnas pojkar, och uppvakta deras flickor.
Ynglingalagens aktiviteter var dock tilldels geografiskt avgränsade. Det var nämligen jämt traktens ungdom som kom tillsammans, och detta kan vara en av grunderna för att det i det svenska källmaterialet inte talas nämnvärt om uppror och enstaka händelser.